# Liste der Naturdenkmale in Dielheim
| Naturdenkmale | Anzahl |
| ------------- | ------ |
| FND           | 0      |
| END           | 2      |
| Gesamt        | 2      |

Die Liste der Naturdenkmale in Dielheim nennt die verordneten Naturdenkmale (ND) der im baden-württembergischen Rhein-Neckar-Kreis liegenden Gemeinde Dielheim. In Dielheim gibt es zwei als Naturdenkmal geschützte Objekte, keines ist ein flächenhaftes Naturdenkmal (FND), beide sind Einzelgebilde-Naturdenkmale (END).
Stand: 31. Oktober 2016.

## Einzelgebilde (END)
| Name                     | Bild | Kennung     | Einzelheiten                                         | Position | Fläche Hektar | Datum         |
| ------------------------ | ---- | ----------- | ---------------------------------------------------- | -------- | ------------- | ------------- |
| 1 Stieleiche             |      | 82260100003 | Dielheim Nicht mehr in der LUBW-Datenbank vorhanden. | ???      | 0,0           | 28. Juli 1995 |
| 1 Winterlinde            |      | 82260100002 | Dielheim                                             | ???      | 0,0           | 28. Juli 1995 |
| Legende für Naturdenkmal |      |             |                                                      |          |               |               |